# Сержіо Гонелла
Сержіо Гонелла (італ. sɛrdʒo ɡoˈnɛlla; 23 травня 1933, Асті — 19 червня 2018, Асті) — італійський банківський менеджер і футбольний арбітр. Він був першим в історії італійцем, призначеним арбітром на фінал Чемпіонату світу з футболу, який відбувся в 1978 році між господарями Аргентиною та Нідерландами. Гонелла один із двох арбітрів (другий швейцарець Готфрід Дінст), які судили фінали як Чемпіонату Європи УЄФА, та і Чемпіонату світу з футболу. У 2013 році він був включений до Зали слави італійського футболу.

## Суддівська кар'єра
Професійна кар'єра Гонелли почалася в 1965 році, коли він дебютував в італійській Серії А, швидко здобувши репутацію дуже суворого та неупередженого арбітра, призначивши 7 пенальті в перших 7 матчах сезону 1965—1966 років. У 1972 році він отримав підвищення в УЄФА та отримав важливу в Італії нагороду Мауро. У 1974 році судив фінал Кубка Італії між Болоньєю та Палермо. У 1975 році судив фінальний матч Суперкубка. На міжнародному рівні він судив у фіналі Чемпіонату Європи 1976 року між Чехословаччиною та ФРН. Пізніше він також судив Чемпіонат світу з футболу 1978 року, після чого завершив суддівську кар'єру, відсудивши 175 матчів у Серії А. З 1998 по 2000 рік він також був президентом Італійської асоціації арбітрів (AIA) і членом Арбітражної комісії УЄФА. в період з 1998 по 2000 рік.
Гонелла привернув увагу ЗМІ, коли відклав початок фіналу чемпіонату світу 1978 року. Це сталося, коли аргентинці протестували проти гіпсу на руці голландського гравця Рене ван де Керкхофа. Збірна Нідерландів стверджувала, що гіпс був схвалений ФІФА і вже використовувався Ван де Керкгофом під час попередніх матчів турніру, і погрожувала піти з поля. Врешті-решт на гіпс наклали додатковий шар набивки, і матч було розпочато.